# گروه اس
گروه اس (فنلاندی: S-ryhmä) شرکت خوشه‌ای فنلاندی است، که در سال ۱۹۰۴ تأسیس شد.
این شرکت که در زمینه خرده‌فروشی و هتل‌داری فعالیت میکند دارای ۹۰ هایپرمارکت در کشورهای فنلاند، استونی و روسیه است، گروه اس همچنین مالک هتل‌های سوکوس با ۴۹ هتل است. 